# Forokarta
La Forokarta (φοροκάρτα) és una targeta fiscal proposada pel Govern de Grècia a l'agost de 2011, que s'utilitza per facilitar la recollida dels rebuts de compres, amb l'objectiu de permetre al Ministeri de Finances grec posar fre a l'evasió fiscal rampant, mitjançant la comparació de les despeses dels individus i dels seus ingressos, i mitjançant la comparació amb els ingressos reals als seus comptes.
La targeta s'assembla físicament a una targeta de crèdit. No mostra un nom, sinó que té un número d'identificació únic de 10 dígits. La targeta va ser presentada oficialment el 3 d'octubre de 2011. La introducció de la targeta va de la mà d'altres canvis en el sistema tributari.